# Master of Weapon
Master of Weapon est un jeu vidéo de type shoot them up sorti en 1989 sur borne d'arcade. Le jeu a été développé Taito et édité par Sega. Il a ensuite été porté en 1991 sur Mega Drive et en 2007 sur PlayStation 2.